# 吕德斯豪森
吕德斯豪森是德国下萨克森州的一个市镇。总面积9.44平方公里，总人口868人，其中男性420人，女性448人（2011年12月31日），人口密度92人/平方公里。